# Mastigias papua
Espèce
Mastigias papua ou Méduse des lagons est une espèce de méduse de l'ordre des Rhizostomeae.
La piqûre de cette méduse est sans réel sans danger pour l'homme, mais elle peut être douloureuse. On peut facilement diminuer la douleur de la piqûre en appliquant des premiers soins : rincer la zone piquée avec du vinaigre (mais ne jamais rincer à l'eau douce, ni frotter, car cela stimule la libération du venin) puis retirer les tentacules à l'aide d'une pince et enfin appliquer une vessie de glace.

## Description
La Mastigias papua a des points sur l'ombrelle et des tentacules sous ses bras oraux. 

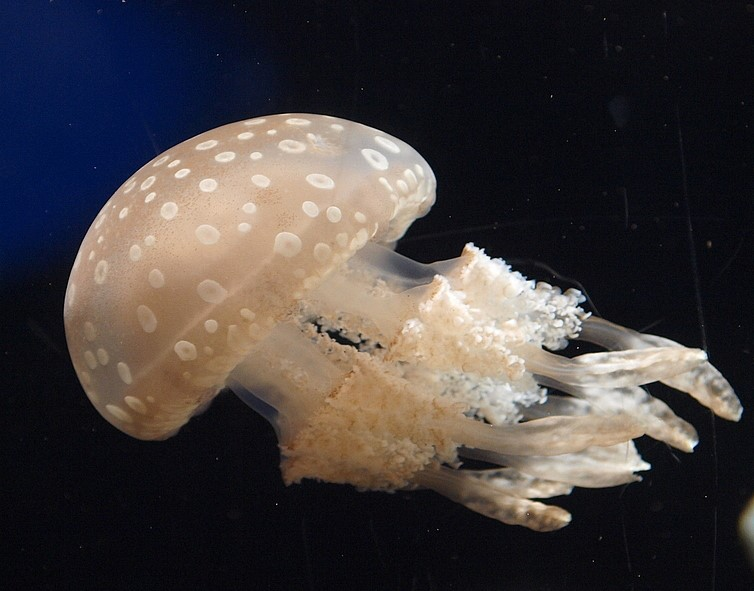
Mastigias papua

Ses tentacules sont abondamment recouverts de nombreux nématocystes qui injectent un venin cytotoxique.

## Répartition
On trouve la méduse des lagons dans l'océan Indien, la mer de Chine jusqu'au Japon et dans l'Océan Pacifique jusqu'aux îles Fidji.

## Différentes sous-espèces
- Mastigias papua etpisoni Isolées depuis 15000 ans dans des lacs d'eau saumâtre de Palau dont le lac aux Méduses.

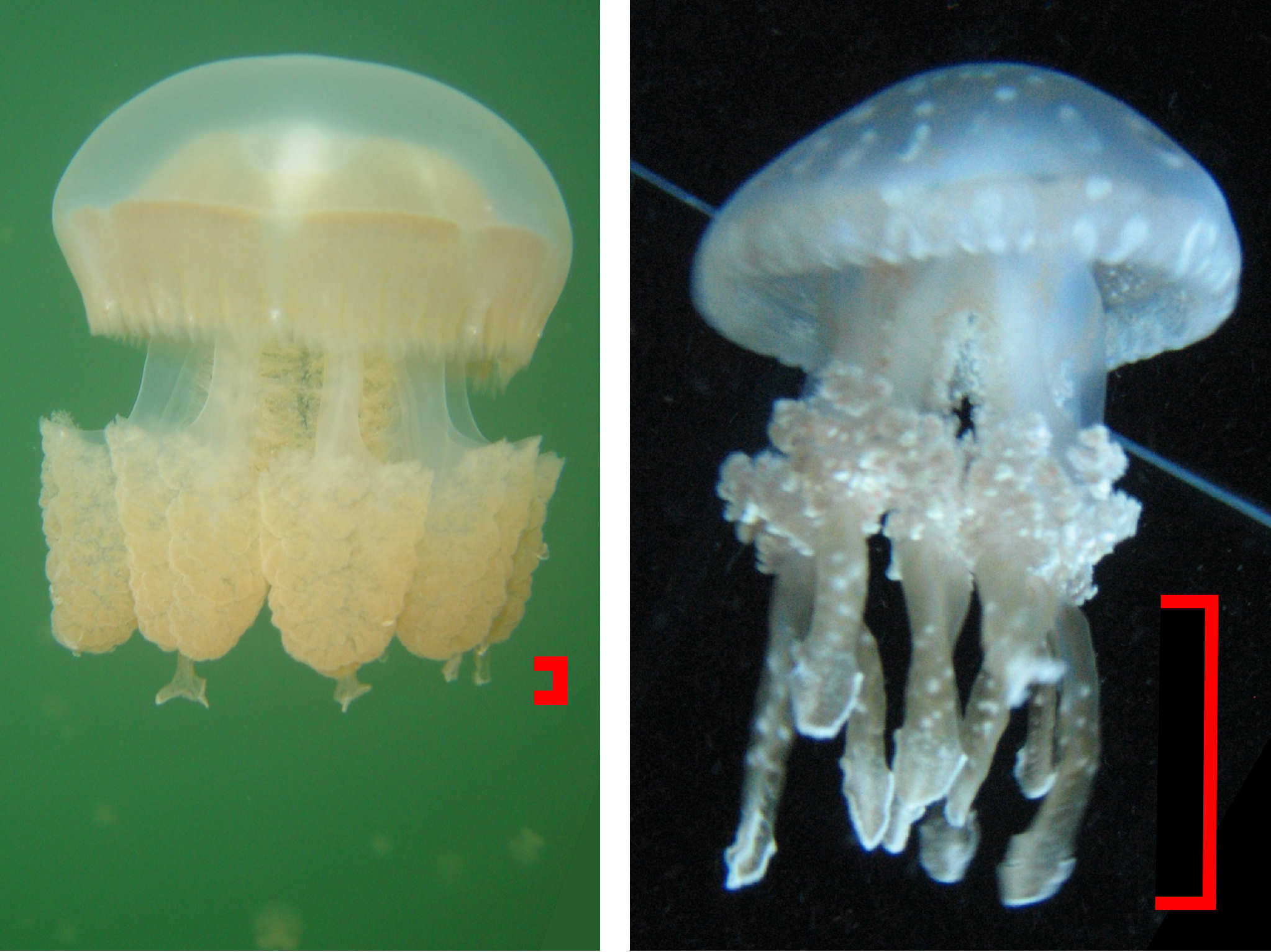
Comparaison entre Mastigias cf. papua etpisoni à gauche et Mastigias papua à droite : 1) Couleur dorée 2) Perte des points sur l'ombrelle 3) Régression extrêmement importante des tentacules sous les bras oraux.

## Galerie

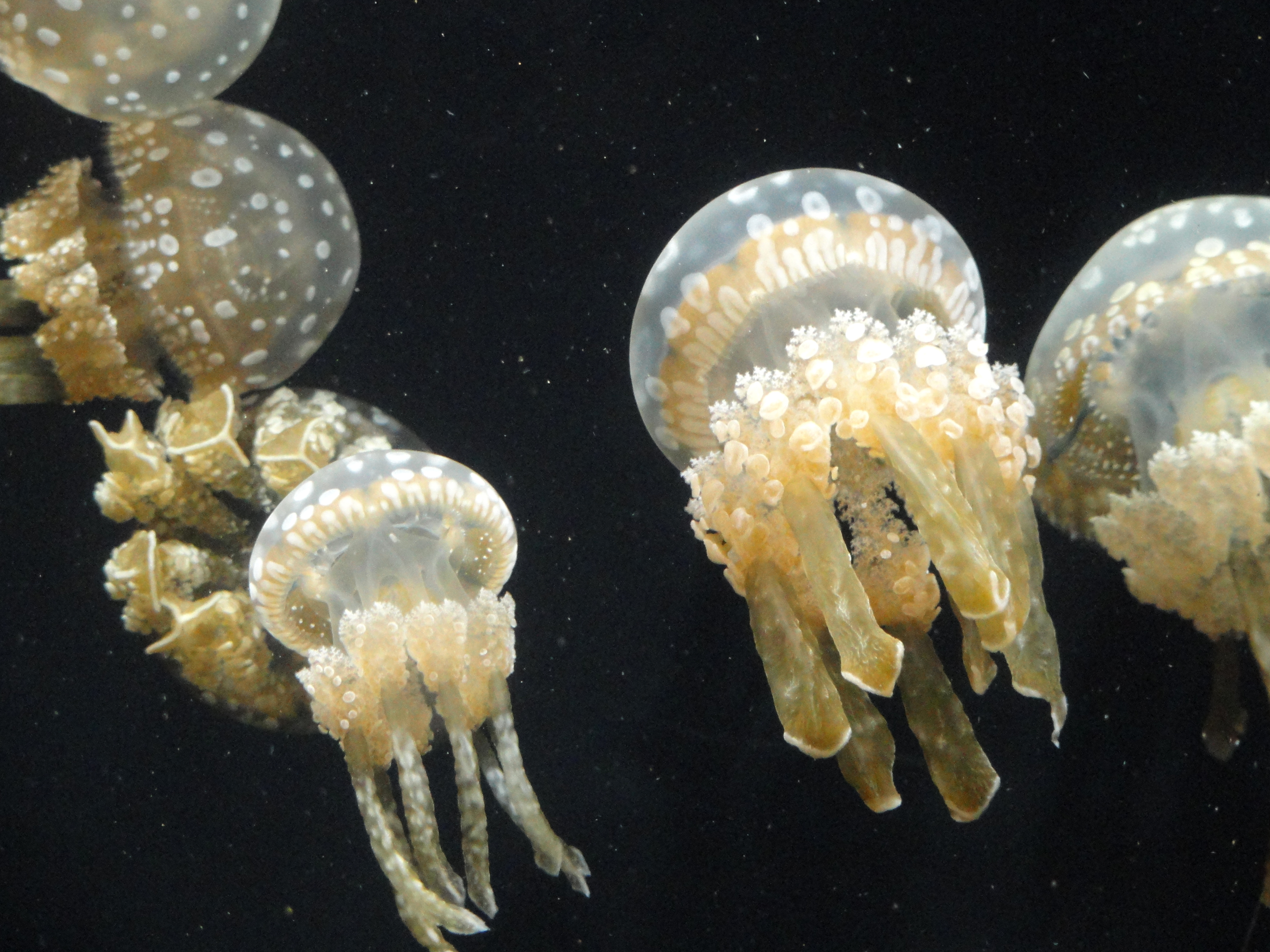
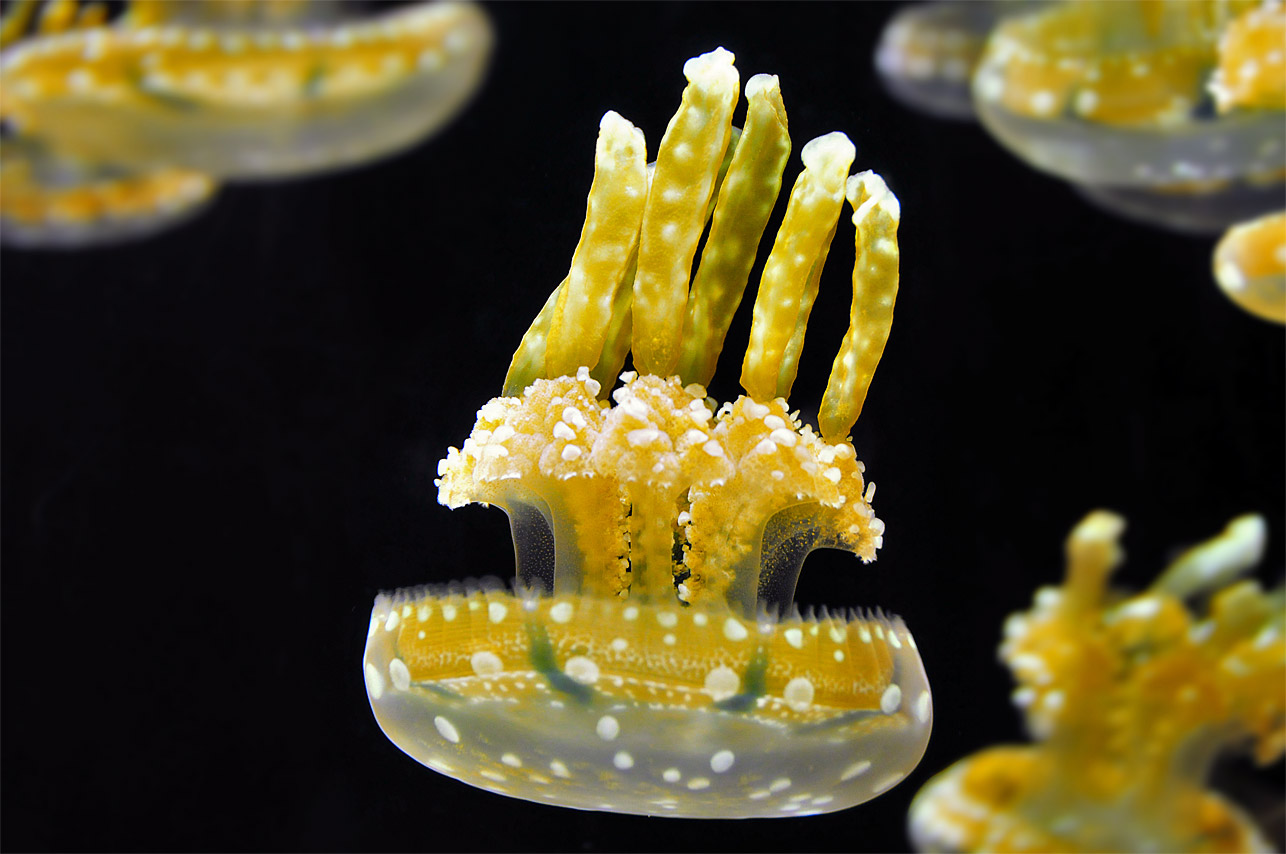
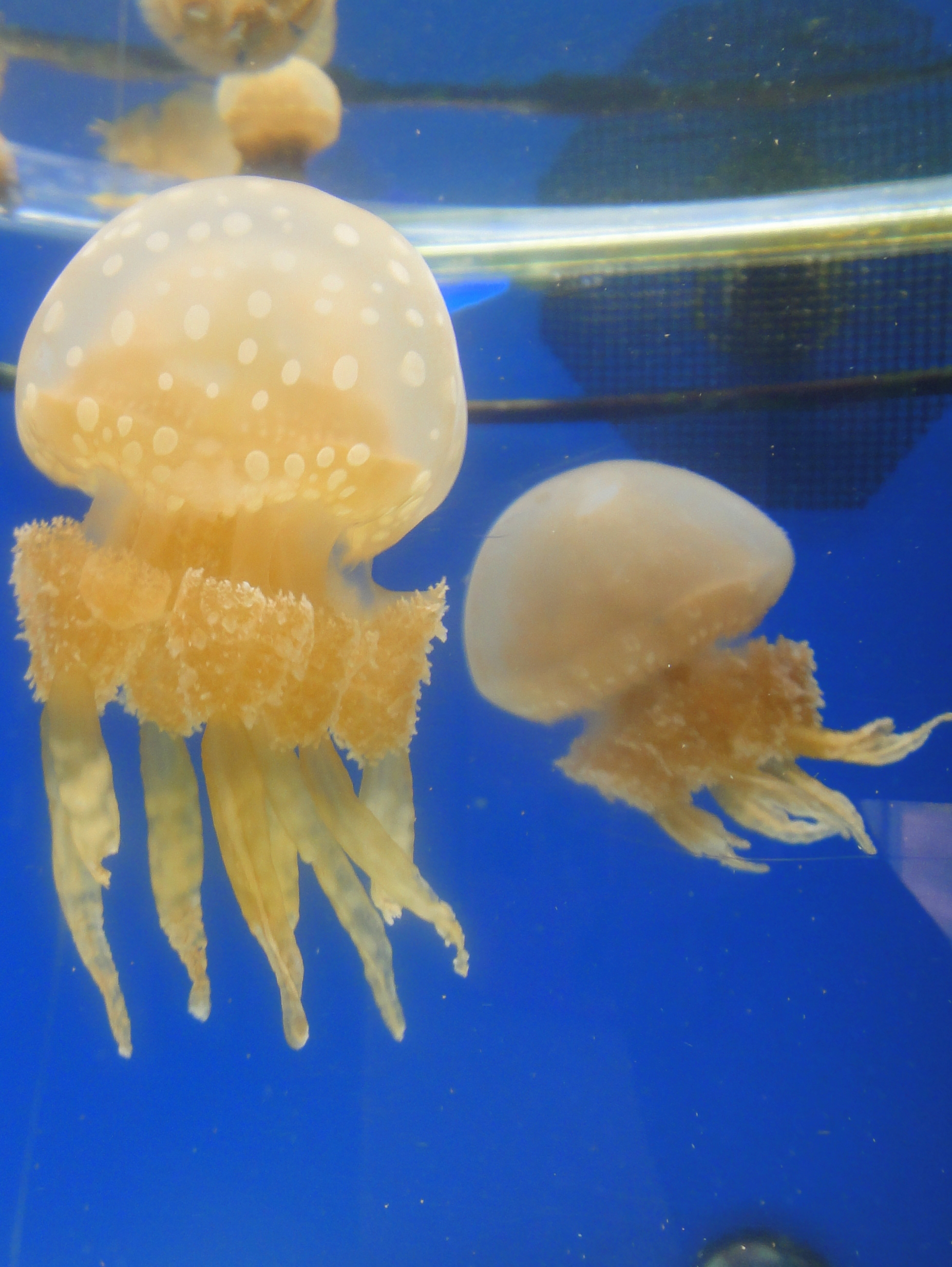
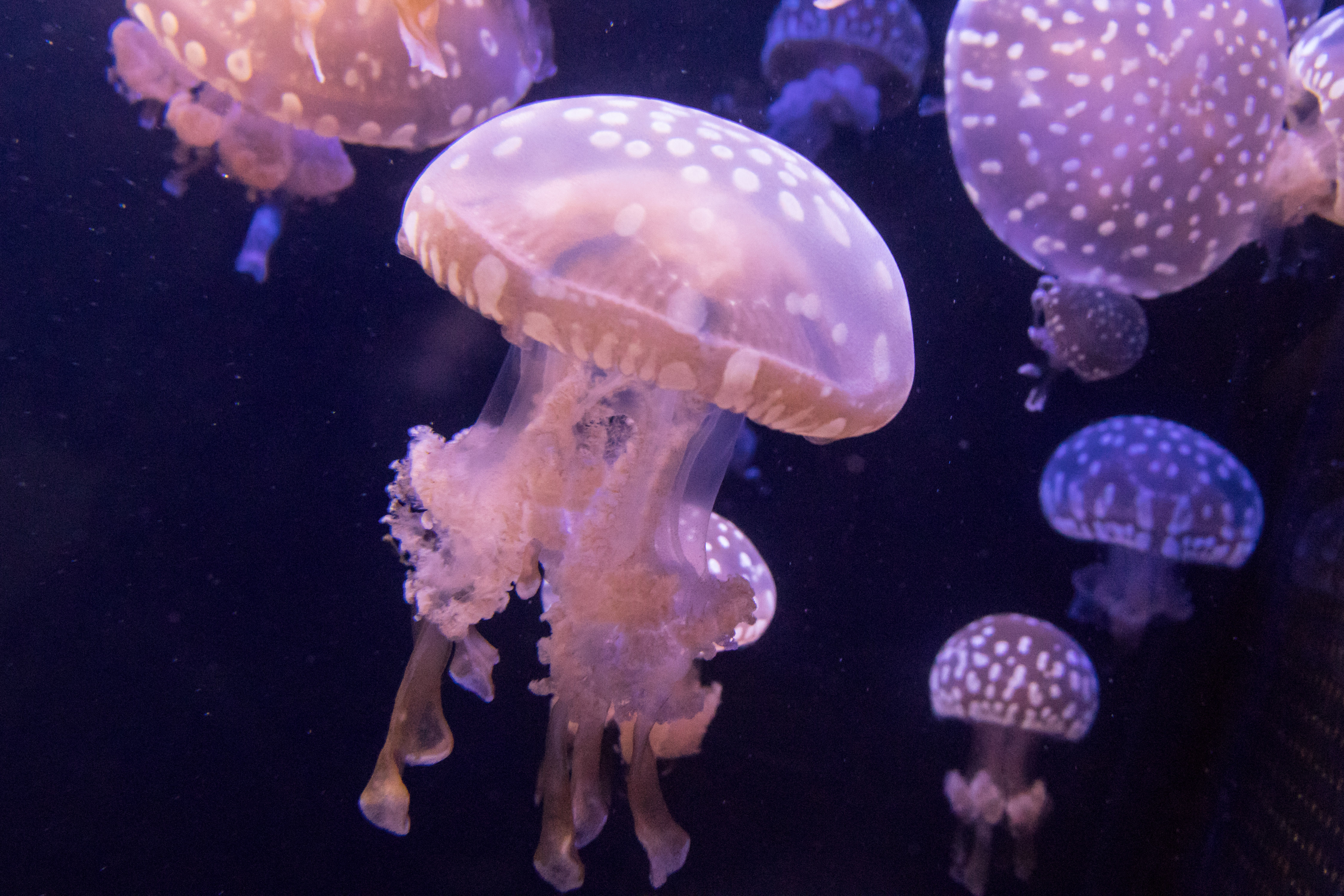

## Reproduction
Elle est ovipare.